# Quận DeKalb, Georgia
quận trong tiểu bang Georgia, Hoa Kỳ. Quận lỵ đóng ở thành phố Decatur 6. Theo điều tra dân số năm 2000 của Cục điều tra dân số Hoa Kỳ, quận có dân số 686.712 người 2. Năm 2009, ước tính dân số là 747.247 người. 
Phía tây quận giáp quận Fulton và có khoảng 10% dân số thành phố Atlanta (90% còn lại nằm ở quận Fulton).